# Nothing Is Easy: Live at the Isle of Wight 1970
Albums de Jethro Tull
The Jethro Tull Christmas Album
(2003) Aqualung Live
(2005)
Nothing Is Easy: Live at the Isle of Wight 1970 est un album de Jethro Tull sorti en 2004. Il documente leur prestation au festival de l'île de Wight de 1970. Un DVD du concert existe également, sorti en 2005 sous le même titre et reprenant presque tous les titres (hormis With You There to Help Me et To Cry You a Song).

## Titres
Toutes les chansons sont de Ian Anderson, sauf indication contraire.
| No | Titre                                    | Durée |
| -- | ---------------------------------------- | ----- |
| 1. | My Sunday Feeling                        | 5:20  |
| 2. | My God                                   | 7:31  |
| 3. | With You There to Help Me                | 9:58  |
| 4. | To Cry You a Song                        | 5:40  |
| 5. | Bourée (Bach)                            | 4:34  |
| 6. | Dharma for One (Anderson, Bunker)        | 10:10 |
| 7. | Nothing Is Easy                          | 5:36  |
| 8. | We Used to Know / For a Thousand Mothers | 10:36 |

## Musiciens
- Ian Anderson : chant, flûte, guitare acoustique
- Martin Barre : guitares
- Glenn Cornick : basse
- John Evan : claviers
- Clive Bunker : batterie